# بيت مكلوسكي
بيت مكلوسكي (بالإنجليزية: Pete McCloskey)‏ (29 سبتمبر 1927 - 8 مايو 2024) هو سياسي، وضابط، ومحامي من الولايات المتحدة الأمريكية. ولد في لوما ليندا، كاليفورنيا.
كان عضوًا في الحزب الجمهوري، ثم الحزب الديمقراطي الأمريكي.

## التعليم
تعلم في معهد كاليفورنيا للتقنية، وجامعة ستانفورد.

## الخدمة العسكرية
خدم في بحرية الولايات المتحدة، وقوات مشاة بحرية الولايات المتحدة.

## جوائز
حصل على جوائز منها ستار سيلفر.